# 기타카스카베역
기타카스카베역(일본어: 北春日部駅, きたかすかべえき)은 일본 사이타마현 가스카베시에 있는 도부 철도 이세사키 선의 역이다. 역 번호는 TS 28이다.
역의 북쪽에 니시아라이 전차구가 이전했던 미나미쿠리하시 차량 관구 가스카베 지소(옛, 카스카베 검수구)와 가스카베 승무 관구가 있다.

## 역사
- 1966년 9월 1일: 가스카베 검수구의 사용 개시에 맞추어 개통하였고 동시에 히비야 선 직통 열차 운행 구간이 기타코시가야 역에서 당역까지 연장됨.
- 1991년 12월 9일: 평일의 아사쿠사 발 막차에 당역 종착 준급(현, 구간 급행 열차)가 설정됨.
- 1992년 9월 21일: 당역 종착 준급이 증편되어 2개 편성이 됨.
- 1997년 3월 25일: 당역 종착 준급 1개가 신설되어 구간 준급으로 변경됨.
- 2006년 3월 18일: 다이아 개정에 따라 종별 이름이 변경되어 준급은 구간 급행이 됨.
- 2012년 3월 17일: TS 28의 역 번호 설정.
- 2013년 3월 16일: 구간 급행 중, 당역이 종점 계통을 구간 준급으로 변경.

## 역 구조
섬식 승강장 1면 5선의 지상역에서 교상 역사를 가진다.
승강장 외측에 통과선과 차고에서 열차가 시간 조정을 위한 출고선, 도부 도부쓰코엔에서 당역이 시,종착하는 열차의 인상선이 설치되어 있다. 통과선과 측선에도 번호가 부여되어 있고 승강장에 대면하는 선로는 3.4번 선이다. 한조몬 선과 도큐 덴엔토시 선 방면의 직통 열차는 준급행 운전 시간대의 아침과 심야에만 정차하므로 승강장 유효 길이는 10량이다.
배리어 프리 설비로서 이 층으로 동, 서쪽 출입구 및 개찰구 층으로 승강장을 연결하는 엘리베이터가 설치되어 있다. 화장실은 플랫폼 상의 아사쿠사 방향의 서쪽에 있다. 플랫폼 내 화장실에는 2006년 3월에 유니버설 디자인의 일환으로서 오스토 메이트 베이비 침대를 갖춘 다용도 화장실도 구비되었다.

### 승강장
| 번호 | 노선                 | 방향 | 행선 |
| ---- | -------------------- | ---- | --- |
| 3    | 도부 스카이트리 라인 | 상행 | 가스카베・기타센주・도쿄 스카이트리・아사쿠사・ 히비야 선 나카메구로・ 한조몬 선 시부야・ 도큐 덴엔토시 선 주오린칸 방면 |
| 4    | 도부 스카이트리 라인 | 하행 | 도부 도부쓰코엔・ 이세사키 선 구키・ 닛코 선 미나미쿠리하시 방면                                                         |

## 역 주변
본 역은 인근 주택지(가스카베 시 우메다・사카에초・하마카와도 부근)에서 도보에 따른 승객들 외에도 자전거나 자가용에 의한 가스카베 시내, 시외에서의 이용자가 눈에 띈다. 역 부근은 월정액(임대)
주차장이 많다.
- 우치노마키 공원
- 가스카베 자동차 교습소
- 교에이 대학・교에이 학원 단기 대학
- 빅 카메라 카스카베점
- 국도 제16호선
- 사이타마 현도 85호 가스카베쿠키 선
- 사이타마 현립 가스카베 공업 고등학교
- 사이타마 공원 묘지
- 오토시후루토네 강
- 가스카베 사카에초 우체국

## 인접역
| 도부 철도 이세사키 선(도부 스카이트리 라인) | 도부 철도 이세사키 선(도부 스카이트리 라인) | 도부 철도 이세사키 선(도부 스카이트리 라인) |
| ------------------------------------------- | ------------------------------------------- | ------------------------------------------- |
| TS 27 가스카베 아사쿠사 방면                | ■ 준급 ■ 구간 준급 ■ 보통                   | 히메미야 TS 29 도부 도부쓰코엔 방면         |